# Landschaftsschutzgebiet Ulmecke

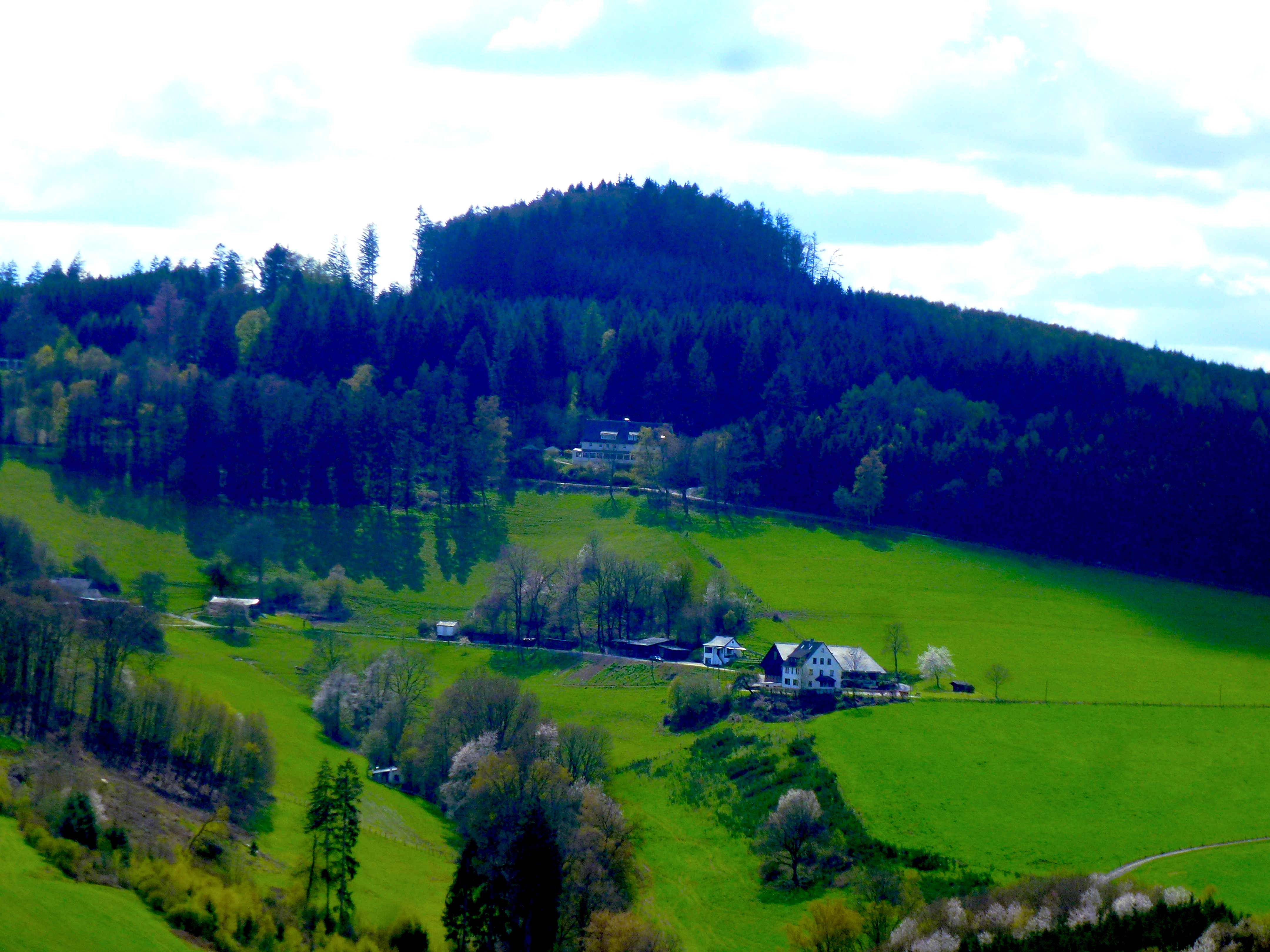
Landschaftsschutzgebiet südlich von Meschede

Das Landschaftsschutzgebiet Ulmecke mit 6,28 ha liegt im Stadtgebiet von Meschede im Hochsauerlandkreis. Es wurde 1994 mit dem Landschaftsplan Meschede durch den Kreistag des Hochsauerlandkreises als Landschaftsschutzgebiet (LSG) mit einer Flächengröße von 11,2 ha ausgewiesen. Bei der Neuaufstellung des Landschaftsplanes Meschede wurde es fast halbiert und als Landschaftsplangebiet vom Typ B, Kleinflächiger Landschaftsschutz, erneut ausgewiesen. Das LSG ist eines von 102 Landschaftsschutzgebieten in der Stadt Meschede. Dort gibt es ein Landschaftsschutzgebiet vom Typ A, 51 Landschaftsschutzgebiete vom Typ B und 50 Landschaftsschutzgebiete vom Typ C. Von 1994 bis 2020 gehörten die Flächen zum Landschaftsschutzgebiet Meschede. Das LSG liegt im Naturpark Sauerland-Rothaargebirge.

## Beschreibung
Das LSG grenzt an einen Bauernhof in der freien Landschaft an. Der Landschaftsplan führt zum LSG auf: „Die eindrucksvolle Talmulde des Ulmecker Siepens geht im Nordwesten in eine etwas schwächer geneigte, nordostexponierte Hanglage über, die in intensiverer Nutzung (tlw. als Ackerland) steht. Diese mit der Festsetzung erfasste Freifläche ist auf überwiegender Länge von Wegen begrenzt, so dass der hier ausgeprägte Talkessel als besonderes Landschaftselement im Nahbereich der Kernstadt von verschiedenen Standorten und Wegeabschnitten aus erlebt werden kann.“

## Schutzzweck
Zum Schutzzweck der LSG vom Typ B Ortsrandlagen, Landschaftscharakter im Landschaftsplangebiet Meschede führt der Landschaftsplan auf: „Sicherung der Vielfalt und Eigenart der Landschaft im Nahbereich der Ortslagen sowie in alten landwirtschaftlichen Vorranggebieten insbesondere durch deren Offenhaltung; Erhaltung der Leistungsfähigkeit des Naturhaushalts hinsichtlich seines Artenspektrums und der Nutzungsfähigkeit der Naturgüter (hier: leistungsfähige Böden); Umsetzung der Entwicklungsziele 1.1 und – primär – 1.5 zum Schutz des spezifischen Charakters und der Identität der landschaftlichen Teilräume; entsprechend dem Schutzzweck unter 2.3.1 auch Ergänzung der strenger geschützten Teile dieses Naturraums durch den Schutz ihrer Umgebung vor Eingriffen, die den herausragenden Wert dieser Naturschutzgebiete und Schutzobjekte mindern könnten (Pufferzonenfunktion); Erhaltung der im gesamten Gebiet verstreut anzutreffenden kulturhistorischen Relikte.“

## Rechtliche Vorschriften
Wie in den anderen Landschaftsschutzgebieten im Stadtgebiet besteht im LSG ein Verbot Bauwerke zu errichten. Vom Verbot ausgenommen sind Bauvorhaben für Gartenbaubetriebe, Land- und Forstwirtschaft. Die Untere Naturschutzbehörde kann Ausnahme-Genehmigungen für Bauten aller Art erteilen. Wie in den anderen Landschaftsschutzgebieten vom Typ B in Meschede besteht im LSG ein Verbot der Erstaufforstung und Weihnachtsbaum-, Schmuckreisig- und Baumschul-Kulturen anzulegen.